# Klaus Schädelin

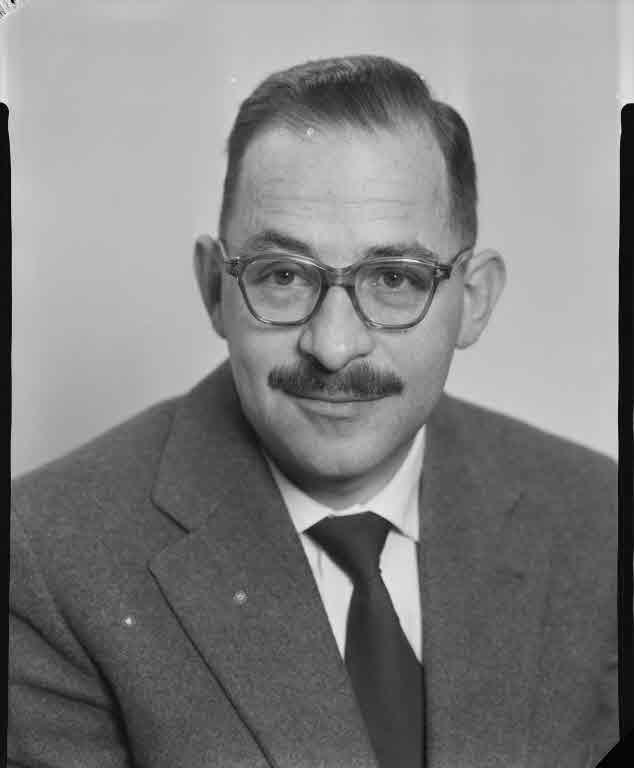
Klaus Schädelin (1958)

Klaus Schädelin (* 17. September 1918 in Bern; † 13. Dezember 1987 ebenda) war ein Schweizer reformierter Pfarrer, Politiker und Schriftsteller.

## Leben
Schädelin wurde 1918 an der Herrengasse in Bern geboren. Sein Vater war Albert Schädelin, Theologieprofessor und Pfarrer am Berner Münster. Nach  der Matura 1938 studierte Schädelin Theologie an den Universitäten Bern und Basel. Nach dem Studienabschluss wirkte er von 1945 bis 1947 als Vikar in Attiswil, von 1947 bis 1949 als Pfarrer in Hünibach und anschliessend während neun Jahren als Pfarrer an der Petruskirche in Bern.
1955 erschien sein bekanntestes Werk, das Jugendbuch Mein Name ist Eugen, das 2004 unter dem gleichen Titel verfilmt wurde. Von Roman Riklin wurde es als Musical Mein Name ist Eugen verarbeitet.
1958 wurde er als Vertreter des neu gegründeten Jungen Berns (seit 1997 Grüne Freie Liste) in den Berner Gemeinderat (Stadtregierung) gewählt. Dort leitete er die Fürsorge- und Gesundheitsdirektion, zeitweise auch die Polizei- und die Tiefbaudirektion. Von 1962 bis 1970 sass er zudem im bernischen Grossen Rat (Kantonsparlament). 1973 trat er nach einem Herzinfarkt aus dem Gemeinderat zurück und ging in Pension.

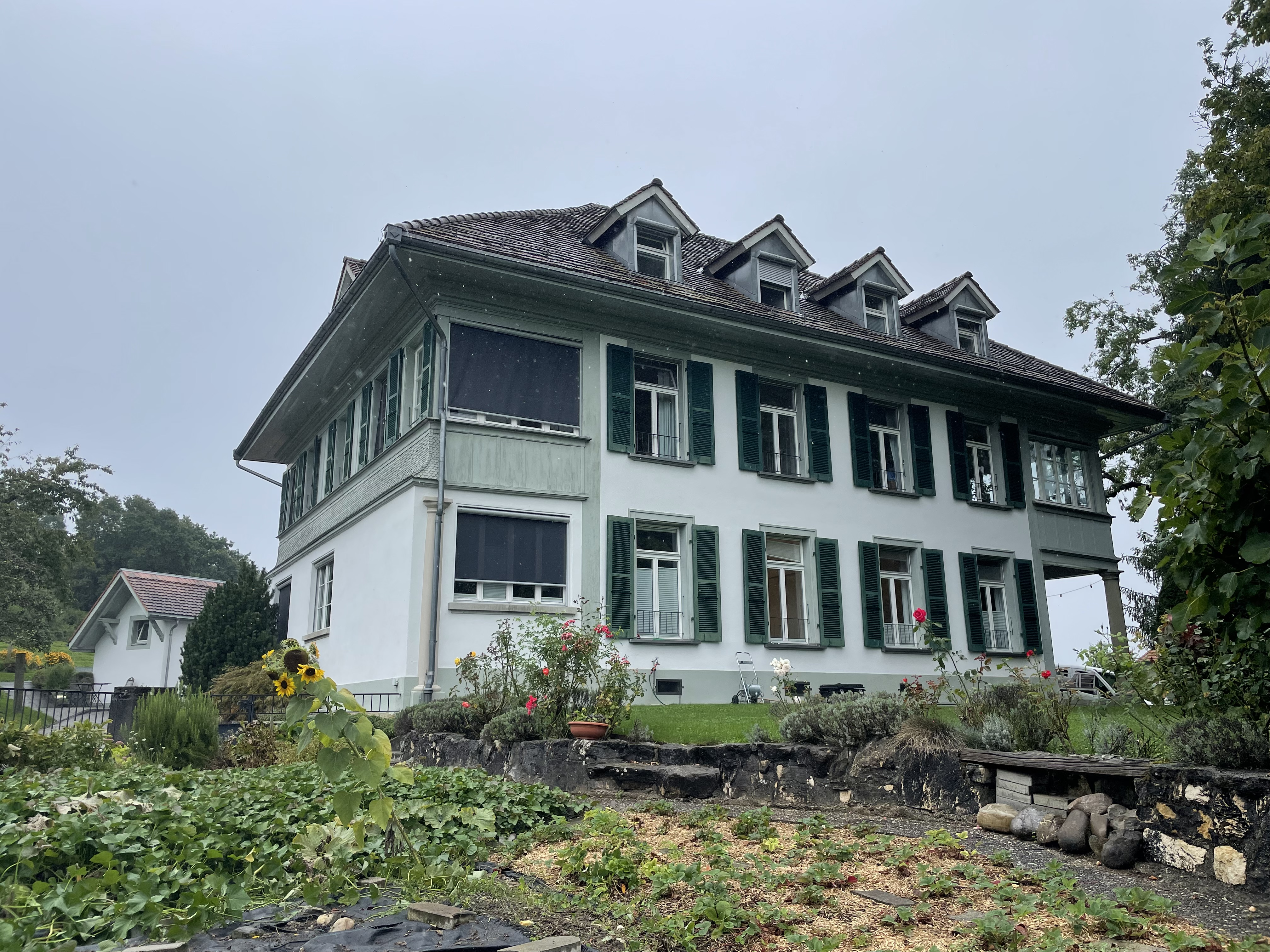
Gebäude der Stiftung Terra Vecchia, Kehrsatz

Gemeinsam mit René Gardi bereiste er 1960 Syrien, woraus das Buch Wenn Sie nach Syrien gehen entstand. Im November 1968 gehörte er zu den Mitbegründern der Schweizerischen Gefangenengewerkschaft. 1973 war er Gründungsmitglied der Stiftung Terra Vecchia und ihr erster Präsident. Von 1983 bis 1985 wirkte er für die Satiresendung Zytlupe des Schweizer Radios DRS 1 als zeitkritischer Autor und Moderator.
Klaus Schädelin war verheiratet mit der Sattlerstochter Hulda (geb. Balmer) und Vater dreier Kinder. Er ist auf dem Berner Bremgartenfriedhof begraben.

## Werke
- Mein Name ist Eugen. Zwingli, Zürich 1955; 33. Auflage, TVZ, Zürich 2023, ISBN 978-3-290-11470-1.
- Sonderausgabe zum 70-jährigen Jubiläum: «Mein Name ist Eugen». TVZ, Zürich. 2025, ISBN 978-3-290-18708-8
- Wenn Sie nach Syrien gehen (Fotos von René Gardi). Scherz, Bern 1961.
- Bern von oben herab (Texte zu Fotos von Fernand Rausser). Benteli, Bern 1976-
- Zeitlupe – Zytlupe. Cosmos, Muri bei Bern 1986.